# Daniel Zaccanti
Daniel Zaccanti (* 27. November 1978 in Buenos Aires) ist ein ehemaliger argentinisch-italienischer Fußballspieler.
Im Januar 2006 wechselte Zaccanti zum FC Carl Zeiss Jena und trug in der Rückrunde der Regionalliga-Saison 2005/06 mit drei Toren in neun Spielen zum Aufstieg des Vereins in die 2. Fußball-Bundesliga bei. Außerdem gewann er mit der Mannschaft den Thüringer Landespokal. Nach der Saison verließ der Spieler jedoch Jena und wechselte zur SpVgg Bayern Hof in die viertklassige Bayernliga. Seine Mannschaft schloss die Saison auf Tabellenplatz 12 ab, wobei Zaccanti 17 Tore in 26 Spielen erzielte. Anschließend schloss er sich dem TSV Crailsheim in der Fußball-Oberliga Baden-Württemberg an. In der Saison 2007/08 erzielte er 9 Tore in 21 Spielen. Sein Team erreichte Platz 7. Danach kehrte er wieder nach Hof zurück und spielte anderthalb Spielzeiten für seinen alten Verein. In der Winterpause der Saison 2009/10 verließ er Hof und kehrte in seine Heimat zurück. Dort schloss er sich Fénix de Pilar an.
2020 wurde er in Kambodscha wegen Beteiligung an einem Raubüberfall und erneut 2023 wegen Diebstahls verhaftet. Im Juli 2023 wurde er zu zehn Monaten Haft verurteilt, wobei sechs Monate Untersuchungshaft angerechnet wurden.